# دیوید کاس (بازیکن فوتبال)
دیوید کاس (انگلیسی: David Cass؛ زادهٔ ۲۷ مارس ۱۹۶۲) بازیکن فوتبال اهل بریتانیا است.
از باشگاه‌هایی که در آن بازی کرده‌است می‌توان به باشگاه فوتبال بیلریکای و باشگاه فوتبال لیتون اورینت اشاره کرد.